# 孫埈浩 (演員)
孫埈浩（韓語：손준호，1983年3月28日—）是韓國演員與歌手，以音樂劇聞名。2006年，24歲的他以音樂劇出道。他是一位受過古典訓練的男中音歌唱家，在2009年至2010年製作的《歌劇魅影》中亮相。他的妻子是歌手出身的音樂劇演員金素賢。

## 音樂劇
| 年份 (首演) | 劇目                | 角色             | 時間             | 地點                     | 備註 |
| 2009        | 《歌劇魅影》        | 勞爾·德·夏尼子爵 | 09.23-09.11      | 首爾 Charlotte Theater   |      |
| 2009        | 《歌劇魅影》        | 勞爾·德·夏尼子爵 | 10.21-2010.01.02 | 大邱 啟明藝術中心        |      |
| 2010        | 《Coronation Ball》 | Johnny Rockport  | 12.24-2011.01.17 | 首爾 藝術殿堂CJ土月劇場  |      |
| 2013        | 《三劍客》          | 阿拉密斯         | 02.20-04.21      | 首爾 忠武藝術中心 大劇場 |      |
| 2014        | 《三劍客》          | 阿拉密斯         | 12.13-2014.02.02 | 城南 藝術中心 歌劇院     |      |
| 2014        | 《三劍客》          | 阿拉密斯         | 2014.03.14~03.30 | 首爾 世宗文化會館 大劇場 |      |